# Abdourahmane Barry
Abdourahmane Barry (* 21. Februar 2000 in Courbevoie) ist ein französisch-guineischer Fußballspieler. Der Verteidiger steht in Frankreich beim SC Amiens unter Vertrag.

## Karriere
Barry spielte zu Anfang seiner Karriere unter anderem in der Nachwuchsakademie von Paris Saint-Germain. Mit der U19 des Vereins nahm er in der Saison 2017/18 an der UEFA Youth League teil, wurde aber nicht eingesetzt. Im Februar 2018 stand er gegen Monts d’Or Azergues Foot erstmals im Kader der B-Mannschaft von PSG und debütierte im März 2018 für diese in der National 2, als er am 22. Spieltag gegen den FC Villefranche in der Startelf stand. Bis Saisonende kam der Verteidiger zu vier Einsätzen in der vierthöchsten französischen Spielklasse.
Zur Saison 2018/19 wechselte der Franzose nach Österreich zum FC Red Bull Salzburg, bei dem er einen bis Mai 2023 gültigen Vertrag erhielt. Allerdings sollte er zunächst für das Farmteam FC Liefering zum Einsatz kommen.
Sein Debüt für Liefering in der 2. Liga gab Barry am ersten Spieltag, als er gegen den SV Horn in der Startelf stand. In seiner ersten Saison bei Liefering absolvierte er in der Innenverteidigung 14 Einsätze in der zweithöchsten Spielklasse, davon 12 über die volle Spielzeit. Er wurde mit dem Team Zwölfter, man kassierte aber auch die viertmeisten Gegentore aller 16 Teilnehmer. Nachdem in der Saison 2019/20 mit Bryan Okoh ein weiterer Spieler aus Salzburg gekommen war und kein Weg an den Stamminnenverteidigern Alois Oroz und David Affengruber vorbeiführte, spielte der Franzose in der Folge keine Rolle mehr und stand lediglich zweimal im Spieltagskader. Im Juli 2020 wurde sein noch ein Jahr gültiger Vertrag in Salzburg während der laufenden Saison aufgelöst.
Daraufhin wechselte Barry Ende August desselben Jahres zur Saison 2020/21 nach Deutschland zum Zweitligisten SpVgg Greuther Fürth, bei dem er einen bis Juni 2022 laufenden Vertrag unterschrieb. Im Gegensatz zu seinem ehemaligen Lieferinger Mitspieler Ahmet Gürleyen konnte der Franzose die Vereinsverantwortlichen, die den Abgang des langjährigen Kapitäns und Innenverteidigers Marco Caligiuri zu kompensieren hatten, bei Probespielen überzeugen.
Im Sommer 2022 wechselte er zurück nach Frankreich und schloss sich dem SC Amiens an. Im Oktober 2023 debütierte er im Nationalteam Guineas, das auf Guinea-Bissau traf.

## Erfolge
- Aufstieg in die Bundesliga: 2021